# 1192
| 1192               |
| ------------------ |
| Dødsfald - Fødsler |
|                    |

| Gregoriansk kalender | 1192 MCXCII             |
| Ab urbe condita      | 1945                    |
| Armensk kalender     | 641 ԹՎ ՈԽԱ              |
| Kinesiske kalender   | 3888 – 3889 辛亥 – 壬子 |
| Etiopisk kalender    | 1184 – 1185             |
| Jødisk kalender      | 4952 – 4953             |
| Hindukalendere       |                         |
| - Vikram Samvat      | 1247 – 1248             |
| - Shaka Samvat       | 1114 – 1115             |
| - Kali Yuga          | 4293 – 4294             |
| Iransk kalender      | 570 – 571               |
| Islamisk kalender    | 588 – 589               |

Konge i Danmark: Knud 6. 1182-1202
Se også 1192 (tal)

## Begivenheder
21. august - Minamoto no Yoritomo udnævnes til den første Shogun (de facto hersker af Japan) af Japans guddommelige kejser